# Matt Paradis
Matt Paradis (Council, 12 ottobre 1989) è un ex giocatore di football americano statunitense che militato nel ruolo di centro nella National Football League (NFL).

## Carriera

### Denver Broncos
Paradis fu scelto dai Denver Broncos nel corso del sesto giro (207º assoluto) del Draft 2014. Dopo avere passato la sua stagione rookie nella squadra di allenamento, divenne il centro titolare nell'annata successiva, disputando come titolare tutte le 16 partite della stagione regolare e tre di playoff, incluso il Super Bowl 50 dove conquistò il suo primo titolo nella vittoria per 24-10 sui Carolina Panthers.

### Carolina Panthers
Nel 2019 Paradis firmò con i Carolina Panthers. Vi giocò fino al 2021, dopo di che si ritirò.

## Palmarès

### Franchigia
- Super Bowl : 1

Denver Broncos: 50
- American Football Conference Championship: 1

Denver Broncos: 2015